# Jean-Claude Laurent-Champrosay
Jean-Claude Laurent-Champrosay, né le 19 août 1908 au Havre et mort le 19 juin 1944 à Radicofani, est un colonel français qui s'est illustré durant la Seconde Guerre mondiale, particulièrement dans les rangs des Forces françaises libres, ce qui lui valut d'être fait Compagnon de la Libération par décret du 9 septembre 1942. 
Il sera honoré par le 1er RAMa  longtemps stationné au quartier Champrosay sur le camp de Linas-Montlhery à côté du RMT (quartier Koufra ) appartenant à la 2e DB du Maréchal Leclerc. 

## Décorations
- Commandeur de la Légion d'honneur
- Compagnon de la Libération par décret du 9 septembre 1942[1]
- Croix de guerre 1939–1945 (5 citations)
- Croix de guerre des Théâtres d'opérations extérieurs, palme de bronze
- Croix du combattant
- Insigne des blessés militaires
- Médaille coloniale avec agrafe "Maroc", "Libye 1942", "Bir-Hakeim"
- Ordre du Service distingué (GB)
- Médaille d'Honneur du Mérite Syrien